# Johannes Franz Hartmann
Johannes Franz Hartmann, född 11 januari 1865 i Erfurt, död 13 september 1936 i Göttingen, var en tysk astronom. 
Efter att ha varit kortare tider anställd vid observatorierna i Wien och Leipzig blev Hartmann 1896 assistent och 1898 observator vid astrofysikaliska observatoriet i Potsdam samt professor 1902. Han blev 1909 ordinarie astronomie professor i Göttingen och direktor för observatoriet där.
Hartmann utförde en mängd betydelsefulla arbeten inom den praktiska astronomin och astrofysiken, särskilt rörande månförmörkelser, fixstjärnornas och nebulosornas spektra och natur och spektroskopiska dubbelstjärnor, varjämte han uppfann nya instrument och förbättrade metoder, i synnerhet inom spektralanalysen och fotometrin. 

## Asteroider upptäckta av Johannes Franz Hartmann
Mellan 1921 och 1932 upptäckte han tre asteroider.
| 965 Angelica  | 4 november 1921 |
| 1029 La Plata | 28 april 1924   |
| 1254 Erfordia | 10 maj 1932     |